# Francis Cromie

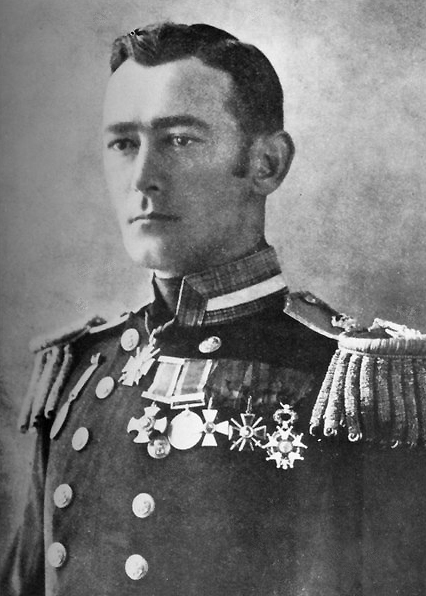
Francis Cromie (Aufnahme 1916/18)

Francis Newton Allen Cromie, CB, DSO, (* 30. Januar 1882 in Duncannon/Irland; † 31. August 1918 in Petrograd) war ein britischer U-Boot-Kommandant im Ersten Weltkrieg und Diplomat.

## Leben
Er wurde als Sohn eines Offiziers des Hampshire-Regiments, der später Generalkonsul in Dakar war, und einer Mutter die Tochter des Polizeichefs von Pembrokeshire geboren in Irland.
Cromie trat mit 16 Jahren in die Royal Navy ein und absolvierte zunächst die Unteroffizierslaufbahn. Seine Feuertaufe erhielt Cromie während des Boxeraufstands, an dem er als Midshipman bei der Marine-Landungsbrigade teilnahm. Für seinen Einsatz wurde er mit der China-Medaille der Royal Navy ausgezeichnet. Auch seine hierbei gezeigten Führungsqualitäten fielen auf. Er wurde lobend erwähnt und erhielt die Peking-Spange als weitere Auszeichnung.
Er wurde einer der ersten Freiwilligen der neuzubildenden U-Bootwaffe im Jahr 1903. Im Jahr 1910 wurde er zum Kommandeur der Ausbildungsflottille von U-Booten der A-Klasse befördert. Er entwickelte dabei grundlegende Strategien und Taktiken, die den Einsatz der britischen U-Boote noch lange Zeit begleiten sollten. Mit dem Ausbruch des Ersten Weltkriegs erhielt er mit dem U-Boot D6 sein erstes Kampfkommando. Danach wurde er auf das Boot E19 versetzt.

### Kommandant von HMS E19
Im September 1915 verlegte das U-Boot HMS E19 unter dem Kommando von Cromie auf Befehl der Admiralität in die Ostsee zur Verstärkung der Russischen Baltischen Flotte, um den bis dato relativ ungestörten Verkehr deutscher Schiffe zu stören.
Am 11. Oktober 1915 versenkte er innerhalb weniger Stunden fünf deutsche Handelsschiffe südlich Öland. Ein wesentlicher Erfolg war Versenkung des deutschen Kleinen Kreuzers Undine am 7. November 1915. Für diesen Erfolg wurde er mit dem höchsten russischen Orden, dem St. Georgs-Orden der 4. Stufe, ausgezeichnet. Im Mai 1916 verlieh ihm die Admiralität das Distinguished Service Order. Im selben Jahr übernahm er auch das Kommando über die British submarine flotilla in the Baltic. Nach der Oktoberrevolution und der deutschen Finnland-Intervention 1918 weigerte sich Cromie, die verbliebenen britischen U-Boote – wie im Hangö-Abkommen festgelegt – der Kaiserlichen Marine zu übergeben. Er ließ die Boote vor Helsingfors im April 1918 versenken.

### Marine-Attaché in Petrograd
Gegen Ende des Kriegs wurde er als Marineattaché der britischen Botschaft nach Petrograd berufen. Hier wurde er umgehend in nachrevolutionären Wirren verwickelt. Er engagierte sich stark in weißen konterrevolutionären Kreisen, was der Tscheka schnell bekannt wurde. Nach dem Mord am Leiter der Petrograder Tscheka, Urizki am 30. August 1918 und dem Mordanschlag von Fanny Kaplan am selben Tag auf Lenin, beschloss die Tscheka, britische Spione und Diplomaten zu verhaften.
Am 31. August 1918 stürmte ein Mob die britische Vertretung in Petrograd. Francis Cromie versuchte, den Angreifern den Zutritt zur Botschaft zu verwehren, als er aus der Menge heraus erschossen wurde. Er ist auf dem Smolensker Friedhof in St. Petersburg begraben. Ein Erinnerungsstein befindet sich in Archangelsk auf dem dortigen Friedhof der Alliierten (Archangel Allied Cemetery).